# Íslensk orðsifjabók
Íslensk orðsifjabók (pl. Islandzki słownik etymologiczny) – słownik autorstwa Ásgeira Blöndala Magnússona, wydany po raz pierwszy w 1989 roku.
Słownik zawiera około 25 000 słów. Wyjaśnia pochodzenie słów w języku islandzkim. Zawiera hipotezy i opinie na temat etymologii i ich relacji ze słowami w innych językach i ich pierwsze wystąpienie na Islandii.
Jest to pierwszy taki słownik w języku islandzkim, powstała po wieloletnich badaniach autora.
Słownik ma duże znaczenie dla badaczy historii języka islandzkiego.
Książka została nominowana do Nagrody Literatury Islandzkiej
W 2008 roku ukazało się 3 wydanie.
Słownik jest dostępny na stronie Instytutu Árniego Magnússona: malid.is